# Gouvernement du Troisième Reich

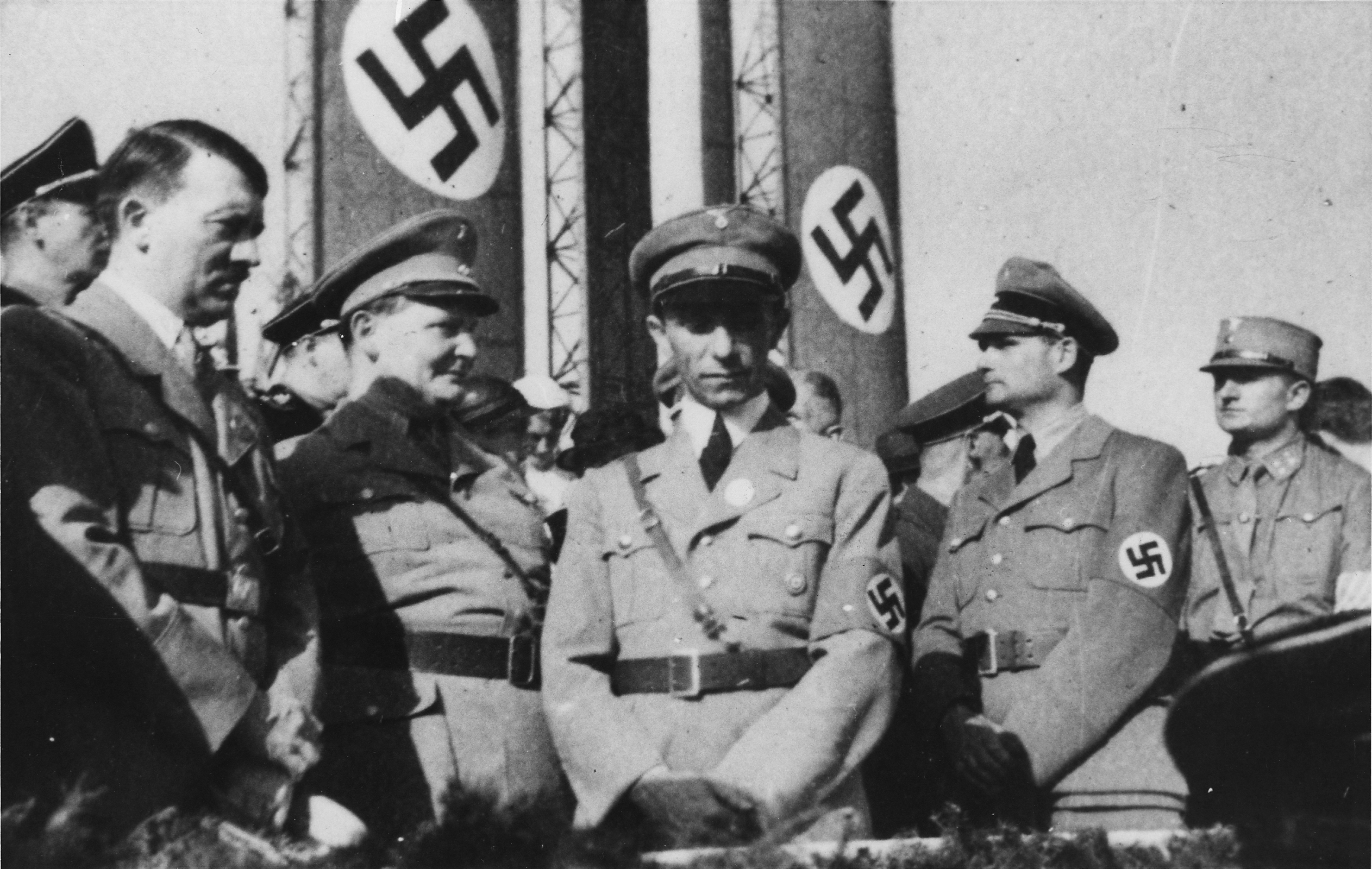
Adolf Hitler, Hermann Göring, Joseph Goebbels et Rudolf Hess en 1934

Le Gouvernement du Troisième Reich était une dictature dirigée par le Führerprinzip. En tant que successeur du gouvernement de la République de Weimar, il a hérité de la structure et des institutions gouvernementales de l'État précédent. Bien que la Constitution de Weimar,soit techniquement restée en vigueur jusqu' à la reddition de l'Allemagne en 1945, il n' y a pas eu de restrictions réelles à l'exercice du pouvoir étatique. En plus du gouvernement déjà existant de la République de Weimar, les dirigeants nazis ont créé un grand nombre d'organisations différentes dans le but de les aider à gouverner et à rester au pouvoir.Ils ont réarmé et renforcé l'armée, mis en place un vaste appareil de sécurité d'Etat et créé leur propre armée de parti personnel, qui est devenu en 1940 connu sous le nom de la Waffen-SS.